# 长芒耳蕨
长芒耳蕨（学名：Polystichum longiaristatum），为鳞毛蕨科耳蕨属下的一个植物种。